# Empoasca delta
Empoasca delta är en insektsart som beskrevs av Wheeler 1939. Empoasca delta ingår i släktet Empoasca och familjen dvärgstritar.
Artens utbredningsområde är Kalifornien. Inga underarter finns listade i Catalogue of Life.